# Renedo de Esgueva
Renedo de Esgueva ist ein Ort und eine Gemeinde mit nur noch 3.972 Einwohnern (Stand: 2024) im Osten der Provinz Valladolid in der Region Kastilien-León in Spanien.

## Lage
Renedo de Esgueva liegt in der Iberischen Meseta auf dem Südufer des Río Esgueva gut acht Kilometer (Fahrtstrecke) östlich von Valladolid in einer Höhe von ca. 710 m. Das Klima im Winter ist kalt, im Sommer dagegen warm bis heiß; der spärliche Regen (ca. 490 mm/Jahr) fällt übers Jahr verteilt.

## Bevölkerungsentwicklung
| Jahr      | 1857 | 1900 | 1950 | 2000 | 2017 | 2021 |
| Einwohner | 935  | 746  | 814  | 1146 | 3113 | 3875 |

Der Bevölkerungsanstieg ist durch die Ausweisung von Neubaugebieten (hier: die Urbanización El Cotanillo und die Urbanización Puerta de Casasola) zurückzuführen. 

## Sehenswürdigkeiten
- Kirche der unbefleckten Empfängnis (Iglesia de la Inmaculada Concepción) von 1736
- Steinportal

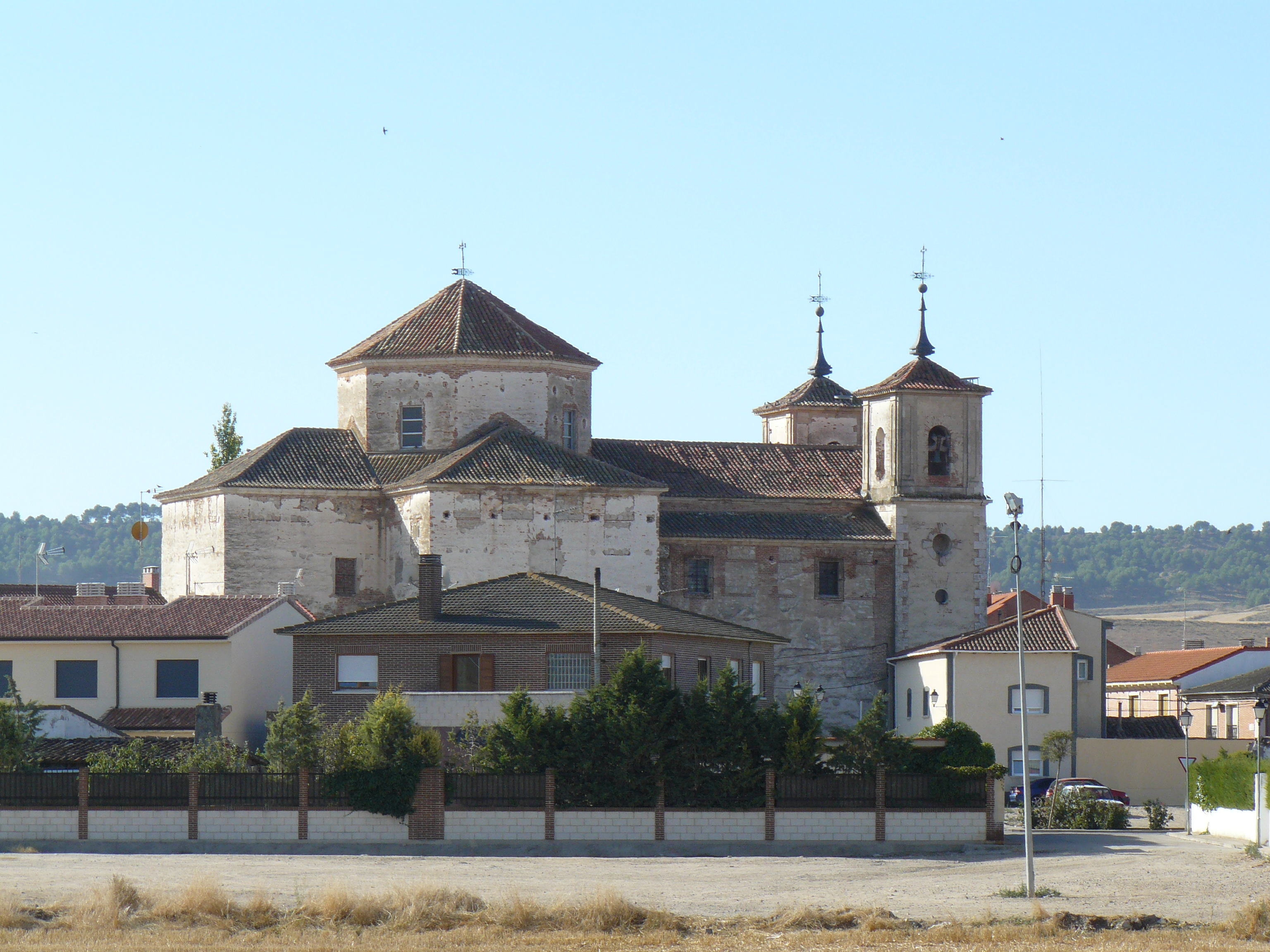
Kirche der Unbefleckten Empfängnis

## Persönlichkeiten
- Ramiro Ruiz Medrano (* 1958), Politiker (PP)
- Ángel Velasco González (1863–1927), Musiker und Instrumentenbauer